# Chamouillac
Chamouillac – miejscowość i gmina we Francji, w regionie Nowa Akwitania, w departamencie Charente-Maritime.
Według danych na rok 1990 gminę zamieszkiwało 316 osób, a gęstość zaludnienia wynosiła 39 osób/km² (wśród 1467 gmin regionu Poitou-Charentes Chamouillac plasuje się na 701. miejscu pod względem liczby ludności, natomiast pod względem powierzchni na miejscu 935.).